# Hemicytherura spinifera
Hemicytherura spinifera is een mosselkreeftjessoort uit de familie van de Cytheruridae.